# فهرست کشورها بر پایه طول بزرگراه‌ها
فهرست زیر شامل کشورهای جهان بر پایه طول بزرگراه‌ها می‌باشد. منبع این فهرست کتاب اطلاعات‌نامه جهان است که مرجعی است که هر ساله توسط سازمان سیا و به سبک سالنامه منتشر می‌شود.

## فهرست کشورهای جهان بر پایه طول بزرگراه‌ها
| کشور                | طول کل بزرگراه‌ها برای هر وسیله نقلیه‌ای (کیلومتر) | طول راه‌های ماشین رو به ازاء هر نفر | تراکم راته‌های ماشین رو (متر راه ماشین رو در هر کیلومتر مربع مساحت) |
| ------------------- | ------------------------------------------------ | ---------------------------------- | ------------------------------------------------------------------ |
| آلبانی              | ۱۷۰                                              | ۵٫۹۲                               | ۵۴٫۸۴                                                              |
| الجزایر             | ۱،۳۰۰                                            | ۰٫۵۵                               | ۴۱٫۲۷                                                              |
| آرژانتین            | ۲،۰۰۰                                            | ۰٫۷۲                               | ۵۴٫۰۵                                                              |
| استرالیا            | ۱،۷۰۰                                            | ۰٫۲۲                               | ۸۹٫۹۵                                                              |
| اتریش               | ۲،۱۸۲                                            | ۲۶٫۰۱                              | ۲۶۲٫۸۹                                                             |
| بحرین               | ۳۰                                               | ۴۲٫۸۶                              | ۴۲٫۸۶                                                              |
| بلاروس              | ۷۵۰                                              | ۳٫۶۱                               | ۷۸٫۱۳                                                              |
| بلژیک               | ۱،۷۶۳                                            | ۵۷٫۸۰                              | ۱۶۳٫۲۴                                                             |
| بوتان (کشور)        | ۶۲۲                                              | ۱۳٫۲۳                              | ۲۹۶٫۱۹                                                             |
| بوسنی و هرزگوین     | ۶۴                                               | ۱٫۲۵                               | ۱۳٫۹۱                                                              |
| برزیل               | ۱۱،۰۰۰                                           | ۱٫۲۹                               | ۵۳٫۹۲                                                              |
| بلغارستان           | ۶۲۵                                              | ۵٫۶۴                               | ۸۲٫۲۴                                                              |
| کامرون              | ۲۴۰                                              | ۰٫۵۰                               | ۱۵٫۸۹                                                              |
| کانادا              | ۶،۱۶۵                                            | ۰٫۶۲                               | ۱۹۸٫۲۳                                                             |
| شیلی                | ۲،۶۵۳                                            | ۳٫۵۱                               | ۱۷۴٫۵۴                                                             |
| چین                 | ۹۷،۳۵۵                                           | ۱۰٫۱۸                              | ۷۲٫۲۶                                                              |
| ساحل عاج            | ۱۶۲                                              | ۰٫۵۰                               | ۱۰٫۹۵                                                              |
| کرواسی              | ۱،۲۸۰                                            | ۲۲٫۶۱                              | ۲۸۴٫۴۴                                                             |
| کوبا                | ۶۳۸                                              | ۵٫۷۵                               | ۵۶٫۹۶                                                              |
| قبرس                | ۲۷۳                                              | ۲۹٫۶۸                              | ۳۴۵٫۰۰                                                             |
| جمهوری چک           | ۱،۱۹۰                                            | ۱۵٫۰۸                              | ۱۱۳٫۳۳                                                             |
| دانمارک             | ۱،۱۳۰                                            | ۲۶٫۲۲                              | ۲۰۵٫۴۵                                                             |
| مصر                 | ۹۸۸                                              | ۰٫۹۹                               | ۱۱٫۴۴                                                              |
| السالوادور          | ۳۲۷                                              | ۱۵٫۵۷                              | ۵۱٫۹۰                                                              |
| استونی              | ۹۹                                               | ۲٫۱۹                               | ۷۱٫۲۲                                                              |
| فنلاند              | ۸۸۹                                              | ۲٫۶۳                               | ۱۶۷٫۷۴                                                             |
| فرانسه              | ۱۴،۶۸۵                                           | ۲۶٫۶۳                              | ۲۲۴٫۵۴                                                             |
| گابن                | ۳۰                                               | ۰٫۱۱                               | ۲۵٫۰۰                                                              |
| گرجستان             | ۱۳                                               | ۰٫۱۹                               | ۲٫۶۵                                                               |
| آلمان               | ۱۵،۲۴۹                                           | ۴۲٫۷۱                              | ۱۸۶٫۴۲                                                             |
| غنا                 | ۳۵                                               | ۰٫۱۵                               | ۱٫۷۳                                                               |
| یونان               | ۲،۰۸۵                                            | ۱۵٫۸۰                              | ۱۸۴٫۵۱                                                             |
| گواتمالا            | ۷۵                                               | ۰٫۶۹                               | ۶٫۵۸                                                               |
| گینه بیسائو         | ۱۵                                               | ۰٫۴۲                               | ۱۲٫۵۰                                                              |
| مجارستان            | ۱،۳۵۵                                            | ۳۲٫۲۸                              | ۱۶۱٫۵۸                                                             |
| ایسلند              | ۳۷                                               | ۰٫۳۶                               | ۱۲۳٫۳۳                                                             |
| هند                 | ۱،۲۰۸                                            | ۰٫۳۷                               | ۱٫۰۰                                                               |
| ایران               | ۷۵۱                                              | ۱٫۱۶                               | ۳۰٫۳۰                                                              |
| عراق                | ۲،۲۲۷                                            | ۵٫۰۸                               | ۹۶٫۴۱                                                              |
| جمهوری ایرلند       | ۱،۰۱۷                                            | ۱۴٫۴۷                              | ۱۶۴٫۰۳                                                             |
| اسرائیل             | ۱۴۶                                              | ۳۰٫۴۳                              | ۱۰۳٫۵۵                                                             |
| ایتالیا             | ۹،۷۲۷                                            | ۳۲٫۲۸                              | ۱۶۱٫۵۸                                                             |
| جامائیکا            | ۳۳                                               | ۲٫۸۹                               | ۱۲٫۶۹                                                              |
| ژاپن                | ۱۱،۷۳۹                                           | ۳۱٫۰۷                              | ۹۲٫۸۰                                                              |
| کنیا                | ۱۵۳                                              | ۰٫۲۶                               | ۵٫۱۰                                                               |
| کویت                | ۴۲۰                                              | ۲۳٫۶۰                              | ۲۰۰٫۰۰                                                             |
| لبنان               | ۱۴۵                                              | ۱۳٫۹۴                              | ۴۳٫۹۴                                                              |
| لیبی                | ۲۶۲                                              | ۰٫۱۵                               | ۴۶٫۷۹                                                              |
| لیتوانی             | ۴۱۷                                              | ۶٫۴۰                               | ۱۲۲٫۶۵                                                             |
| لوکزامبورگ          | ۱۵۲                                              | ۵۸٫۴۶                              | ۳۰۴٫۰۰                                                             |
| مقدونیه شمالی       | ۱۹۸                                              | ۷٫۷۰                               | ۹۰٫۰۰                                                              |
| مالزی               | ۱،۸۲۱                                            | ۴٫۹۴                               | ۷۳٫۴۲                                                              |
| جزایر مارشال        | ۷۵                                               | ۳۷۵٫۰۰                             | ۱۱۹۰٫۴۸                                                            |
| موریس               | ۷۵                                               | ۳۷٫۵۰                              | ۶۲٫۵۰                                                              |
| مکزیک               | ۶،۱۴۴                                            | ۳٫۱۴                               | ۵۳٫۶۱                                                              |
| مراکش               | ۱،۱۹۴                                            | ۳٫۲۶                               | ۵۱٫۵۲                                                              |
| میانمار             | ۱۰۱                                              | ۰٫۱۵                               | ۲٫۲۱                                                               |
| هلند                | ۲،۴۶۵                                            | ۵۹٫۴۰                              | ۱۴۸٫۴۹                                                             |
| نیوزیلند            | ۱۷۲                                              | ۰٫۵۳                               | ۳۶٫۹۲                                                              |
| نروژ                | ۸۴۷                                              | ۲٫۶۲                               | ۱۷۲٫۸۶                                                             |
| عمان                | ۵۵۰                                              | ۲٫۵۹                               | ۲۲۰٫۰۰                                                             |
| پاکستان             | ۲،۲۲۵                                            | ۲٫۷۹                               | ۱۱٫۸۵                                                              |
| پرو                 | ۲۷۶                                              | ۰٫۲۱                               | ۱۰٫۷۴                                                              |
| لهستان              | ۲،۷۷۶                                            | ۸٫۸۸                               | ۷۲٫۸۶                                                              |
| پرتغال              | ۲،۹۸۹                                            | ۳۲٫۴۹                              | ۲۶۴٫۵۱                                                             |
| پورتوریکو           | ۴۲۷                                              | ۴۷٫۹۸                              | ۱۰۹٫۴۹                                                             |
| رومانی              | ۵۶۱                                              | ۲٫۳۶                               | ۲۵٫۲۷                                                              |
| روسیه               | ۱،۴۰۰                                            | ۰٫۰۸                               | ۹٫۷۸                                                               |
| عربستان سعودی       | ۳،۳۴۸                                            | ۱٫۵۶                               | ۱۵۵٫۰۰                                                             |
| سنگال               | ۷                                                | ۰٫۰۴                               | ۰٫۷۴                                                               |
| صربستان             | ۶۱۸                                              | ۶٫۹۹                               | ۶۷٫۹۱                                                              |
| سنگاپور             | ۱۶۱                                              | ۲۵۰٫۰۰                             | ۳۸٫۴۶                                                              |
| اسلواکی             | ۶۴۲                                              | ۱۳٫۱۰                              | ٫۱۱۸٫۸۹                                                            |
| اسلوونی             | ۵۹۸                                              | ۲۹٫۴۶                              | ۲۹۹،۰۰                                                             |
| آفریقای جنوبی       | ۱،۹۲۷                                            | ۱٫۵۸                               | ۴۷٫۸۲                                                              |
| کره جنوبی           | ۳،۷۸۹                                            | ۳۸٫۱۶                              | ۸۰٫۹۶                                                              |
| اسپانیا             | ۱۵،۷۵۱                                           | ۳۱٫۲۰                              | ۳۴۲٫۲۱                                                             |
| سری‌لانکا            | ۱۸۰                                              | ۲٫۷۴                               | ۹٫۴۷                                                               |
| سوئد                | ۱،۸۹۱                                            | ۴٫۲۰                               | ۲۰۳٫۳۳                                                             |
| سوئیس               | ۱،۷۹۰                                            | ۴۲٫۶۹                              | ۲۲۶٫۰۳                                                             |
| سوریه               | ۱،۱۰۳                                            | ۴٫۷۴                               | ۵۴٫۴۷                                                              |
| تایوان              | ۱،۳۳۵                                            | ۳۷٫۰۸                              | ۶۲٫۰۹                                                              |
| تایلند              | ۲،۸۸۵                                            | ۵٫۶۲                               | ۴۶٫۶۸                                                              |
| تونس                | ۲۶۲                                              | ۱٫۵۲                               | ۲۵٫۹۴                                                              |
| ترکیه               | ۲،۱۲۷                                            | ۲٫۷۵                               | ۳۳٫۰۳                                                              |
| اوکراین             | ۲۰۰                                              | ۰٫۳۳                               | ۴٫۳۵                                                               |
| امارات متحده عربی   | ۱،۳۹۲                                            | ۱۶٫۶۵                              | ۵۸۰٫۰۰                                                             |
| بریتانیا            | ۶،۰۱۶                                            | ۲۴٫۶۵                              | ۹۷٫۰۳                                                              |
| ایالات متحده آمریکا | ۹۵،۵۹۷                                           | ۱۰٫۲۱                              | ۳۰۴٫۱۶                                                             |
| اروگوئه             | ۲۵۲                                              | ۱٫۴۲                               | ۷۶٫۳۶                                                              |
| ازبکستان            | ۳۳۲                                              | ۰٫۷۴                               | ۱۳٫۸۹                                                              |
| ونزوئلا             | ۱،۲۵۶                                            | ۱٫۳۸                               | ۵۲٫۱۲                                                              |
| ویتنام              | ۱۰۰                                              | ۰،۳۰                               | ۱،۱۳                                                               |
| زامبیا              | ۵۰                                               | ۰٫۰۷                               | ۵٫۴۳                                                               |